# Polu Tanei
Polu Tanei is een Tuvaluaans voetballer die uitkomt voor Tofaga.
Semese deed in 2003 en 2007 mee met het Tuvaluaans voetbalelftal op de Pacific Games 2003 en de Pacific Games 2007. Hij speelde twee wedstrijden voor Tuvalu.